# Vatroslav Mohorič
Vatroslav Mohorič, slovenski politik in publicist, * 19. julij 1831, Hermanci, † 5. februar 1905, Podgradje.  
Rojen kot Ignac Mohorič očetu Janžu in materi Ani (rojena Žmavc). Mohorič je ljudsko šolo obiskoval v Ljutomeru, gimnazijo pa v Mariboru. Zaradi očetove smrti gimnazije ni dokončal. V Radgoni se je izučil mlinarstva in prevzel po smrti matere Ane domače posestvo v Podgradju pri Ljutomeru.
Narodno mišljenje je podedoval od staršev, ki so bili pod Vrazovim vplivom. Udeleževal se je vseh narodnih pokretov Prlekije. Sodeloval je pri Ciril-Metodovi slavnosti na »Vili« 1863, pri ljutomerskem taboru 1868, pri ustanovitvi posojilnice  v Ljutomeru (1872). V 70. letih 19. stoletja je postal dejanski vodja prleških županov, na katere je vplival s svojimi gospodarskimi, narodnimi in konservativnimi nazori, katere je tudi objavljal v tisku. Od B. Raiča je prevzel misel o ustanovitvi slovenske gimnnazije v Ljutomeru. V 80–ih letih  je opustil politično delo in se zanimal le za domače gospodarstvo. Po letu 1893, ko je bila ugotovljena trtna uš, pa je bil med domačini pobudnik akcije za obnovitev vinogradov.